# Осада Мериды
Осада Мериды — военные действия, проводившиеся в 712—713 годах армией Омейядского халифата во время арабского завоевания Вестготского королевства. В результате осады город был захвачен и присоединён к арабским владениям на Пиренейском полуострове.
Вестготская провинция Лузитания, главным городом которой была Мерида, являлась одним из центров поддержки короля Родериха во время междоусобной борьбы того с сыновьями Витицы (Агилой, Олмундом, Ардабастом и Сисебутом) и их родственниками и союзниками (Ардо и другими). К 711 году Родериху подчинялись центральные и западные территории Вестготского королевства, в то время как Агила (старший из сыновей Витицы) контролировал восточную его часть, включая Септиманию, бо́льшую часть Тарраконской провинции от Лорки до Нима и от Барселоны до Сарагосы.
Когда в 711 году в Вестготское королевство по призыву графа Юлиана вторглось войско мавров под командованием вали Танжера Тарика ибн Зияда, и Родерих пал в битве при Гвадалете, сторонники погибшего монарха с остатками вестготской армии отступили в Мериду. После того как арабы установили контроль над крупнейшими городами Вестготского королевства — сначала над вестготской столицей Толедо, а затем и над Севильей, они в июне 712 года начали военные действия против Мериды.
Арабская армия, состоявшая из прибывших из Ифрикии 18 000 воинов под командованием Мусы ибн Нусайра и его сына Абд аль-Азиза ибн Мусы, осадила хорошо укреплённую Мериду. Новый вестготский монарх Агила II не только не оказал никакой помощи осаждённым, но и вступил в переговоры с Мусой ибн Нусайром. Более того, король послал своих братьев в Дамаск ко двору халифа аль-Валида I. Результатом их переговоров стало соглашение, по которому Агила отказался от престола, в обмен получив от мавров обратно все свои личные владения в центральных и северо-восточных областях Пиренейского полуострова. Несмотря на это, защитники Мериды сопротивлялись захватчикам больше года: только 30 июня 713 года они был вынуждены капитулировать.
Включённую в состав арабских владений Мериду её завоеватель Муса ибн Нусайр сделал центром своих владений. Следующий удар армия мавров нанесла по Сарагосе: город был ими захвачен в августе 713 года, и этому не смог помешать новый король вестготов Ардо.